# 東海大学陸上競技部
東海大学陸上競技部（とうかいだいがくりくじょうきょうぎぶ）は東海大学の体育会陸上競技チーム、関東学生陸上競技連盟に加盟する。神奈川県平塚市の湘南キャンパスに拠点を置き、選手は短距離、中長距離競歩、投擲、跳躍など各ブロックに分かれて競技分野ごとに活動する。

## 概要
1960年に同好会として発足し、2010年に創部50周年を迎えた。日本学生選手権は2002年第71回大会、2004年第73回大会、2007年第76回大会で男子優勝を飾った。関東インカレは2025年の第104回で8度目の男子1部優勝を飾った。日本選手権は男子4×400mリレーを4度制するなど複数の選手が優れた成績を残している。1982年に高野進が男子400mで日本新記録を樹立した。2003年に末續慎吾が世界選手権男子200mで、2008年に末續と塚原直貴が北京オリンピック男子4×100mリレーでそれぞれ銅メダリストに輝くなど、出身者がオリンピック・世界選手権など国際大会の日本代表として活躍している。
2023年現在は短距離を高野進、長距離を両角速、跳躍を醍醐直幸、投擢を與名本稔が指導する。
札幌、清水、熊本の各キャンパスにも陸上競技部がある。

## 主な出身者

### 短距離
- 高野進
- 太田裕久
- 伊東浩司
- 末續慎吾
- 中村哲也
- 藤本俊之
- 宮崎久
- 吉野達郎
- 山口有希
- 塚原直貴
- 田嶋和也

### 長距離
- 大崎栄
- 両角速 ‐ 元陸上競技選手。現東海大学陸上競技部駅伝監督。
- 諏訪利成 ‐ 元陸上競技選手。現上武大学陸上競技部駅伝監督。
- 生井怜
- 伊達秀晃
- 佐藤悠基 ‐ 陸上競技選手。
- 村澤明伸
- 川端千都
- 鬼塚翔太
- 關颯人
- 中島怜利 ‐ 陸上競技選手。
- 館澤亨次 ‐ 箱根駅伝6区元区間記録保持者。
- 阪口竜平
- 小松陽平 ‐ 陸上競技選手。箱根駅伝8区区間記録保持者。
- 羽生拓矢 ‐ 陸上競技選手。
- 西田壮志 ‐ 陸上競技選手。
- 名取燎太 ‐ 陸上競技選手。
- 石原翔太郎 ‐ 陸上競技選手。
- 吉田響 ‐ 陸上競技選手。箱根駅伝2区日本人選手区間記録保持者。
- 梶谷優斗 ‐ 陸上競技選手。
- 野島健太 ‐ 陸上競技選手。
- 鈴木天智 ‐ 陸上競技選手。
- 花岡寿哉 ‐ 陸上競技選手。

### その他
- 瀬間貴浩
- 平出和也
- 醍醐直幸
- 松岡篤哉
- 長谷川大悟

## 関連人物
- 宇佐美彰朗
- 石田義久

## 日本選手権優勝
- 男子100m [1]
  - 塚原直貴（2006年, 2007年）
- 男子200m [2]
  - 高野進（1983年）
  - 末續慎吾（2001年）
  - 宮崎久（2002年）
- 男子400m [3]
  - 高野進（1982年）

- 男子1500m [4]
  - 荒井七海（2015年）
  - 館澤亨次（2017年, 2018年）
  - 飯澤千翔（2022年, 2024年）
- 男子3000mSC [5]
  - 阪口竜平（2019年）

- 男子走幅跳 [6]
  - 田川茂（1996年）
- 男子三段跳 [7]
  - 植田恭史（1977年）
- 男子やり投 [8]
  - 天野雅教（1986年）

- 男子4×100mリレー [9]
  - （1990年）
- 男子4×400mリレー [10]
  - （1977年, 1978年, 1985年, 2003年）
- 女子4×400mリレー [11]
  - （1998年）

## 駅伝
駅伝には中長距離競歩ブロックに在籍する選手が出場する。箱根駅伝の3区・8区が大学と同じ平塚市内を通ることから、初代総長の松前重義のひと声で大学を挙げての出場を目指してきた。
箱根駅伝では初出場の1973年第49回大会から2012年第88回大会まで40回連続出場を記録。2005年第81回大会で往路優勝を果たし、2019年第95回大会では初の総合優勝を果たした。出雲駅伝は伊達秀晃、佐藤悠基らが出場した2005年第17回大会から2007年第19回大会まで3年連続優勝、2017年第29回大会では10年ぶりの優勝を果たした。全日本大学駅伝は2003年第35回大会と2019年51回大会で優勝している。
タスキの色は白と紺のツートーン。ユニフォームは上は深青色（東海ブルーと称される）に東海大学の『Ｔ』のロゴマーク（Ｔウェーブ）が入ったもの、パンツはシルバー。